# Kepler-70
Kepler-70, trước đây gọi là KOI-55, là một ngôi sao trong chòm sao Thiên Nga với cấp sao biểu kiến là 14,87, vốn là quá mờ để có thể nhìn thấy bằng mắt thường; nếu muốn quan sát ngôi sao này thì cần phải có kính viễn vọng với độ mở 40 cm (16 in) trở lên.
Kepler-70 đã kết thúc giai đoạn sao khổng lồ đỏ của nó cách đây khoảng 18,4 triệu năm trước và hiện đang là một sao gần lùn B (subdwarf B) . Ở trạng thái này, Kepler-70 đang trải qua quá trình ba-alpha trong lõi của nó. Quá trình này sẽ tiếp tục diễn ra cho đến khi cạn kiệt heli; lúc đó nó sẽ trở thành một sao lùn trắng.
Vào năm 2011, Kepler-70 được phát hiện là đang sở hữu một hệ hành tinh với hai ngoại hành tinh Kepler-70b và Kepler-70c, mặc dù những nghiên cứu sau này chỉ ra rằng thực tế hệ hành tinh này có thể không tồn tại.

## Hệ hành tinh
Vào ngày 26 tháng 12 năm 2011, bằng chứng về hai hành tinh có chu kỳ quỹ đạo cực ngắn, Kepler-70b và Kepler-70c (còn được gọi là KOI-55 b và KOI-55 c) đã được Charpinet và cộng sự công bố dựa trên các quan sát từ Kính viễn vọng không gian Kepler. Chúng được phát hiện thông qua hiện tượng phản xạ ánh sáng từ sao chủ của các hành tinh, thay vì thông qua hiện tượng quá cảnh. Các phép đo trong nghiên cứu cũng gợi ý về một thiên thể nhỏ hơn nằm giữa hai hành tinh trên, tuy nhiên, điều này vẫn chưa được xác nhận.
Nếu Kepler-70b và Kepler-70c tồn tại, thì quỹ đạo của hai hành tinh này có cộng hưởng quỹ đạo là 7:10.
Nếu Kepler-70b tồn tại, thì nó sẽ có nhiệt độ bề mặt khoảng 7.288 K (7.015 °C), tương tự như nhiệt độ bề mặt của một ngôi sao F0. Ngoại hành tinh nóng nhất đã được xác nhận là KELT-9b, với nhiệt độ khoảng 4.600 K (4.330 °C).
| Thiên thể đồng hành (thứ tự từ ngôi sao ra) | Khối lượng | Bán trục lớn (AU) | Chu kỳ quỹ đạo (ngày) | Độ lệch tâm | Độ nghiêng           | Bán kính |
| ------------------------------------------- | ---------- | ----------------- | --------------------- | ----------- | -------------------- | -------- |
| b (chưa xác nhận)                           | 0,440 M🜨   | 0,0060            | 0,2401                | —           | 20–80, có thể là 65° | 0,759 R🜨 |
| c (chưa xác nhận)                           | 0,655 M🜨   | 0,0076            | 0,34289               | —           | 20–80, có thể là 65° | 0,867 R🜨 |